# Thorax (DJ)

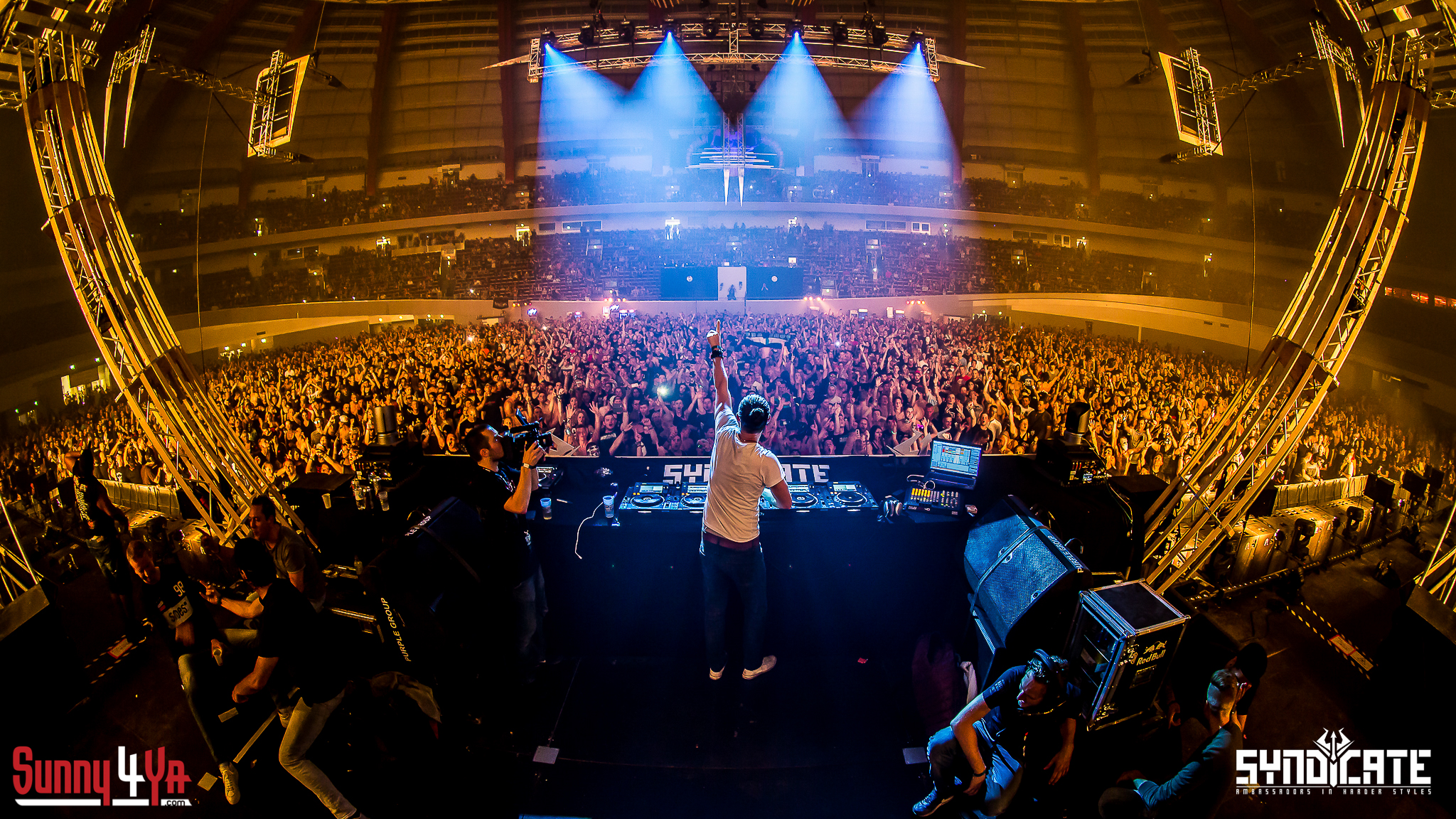
Thorax bei seinem Gig auf der SYNDICATE 2016 (Foto: sunny4ya)

Thorax (* 1. Juli 1989 in Wipperfürth, Deutschland; bürgerlicher Name: Julian Rittel) ist ein deutscher Hardcore-Techno DJ und Musikproduzent. Er gilt „in der Hardcoreszene als Deutschlands Nr. 1“ im Bereich des Mainstream-Hardcores. Im Jahr 2015 gründete Rittel sein eigenes Musiklabel Thorax Productions.

## Karriere

### Musikalische Anfänge
Bevor Rittel sich dem Produzieren von Hardcore-Techno widmete, „begann der Marienheider zunächst [mit 16 Jahren], Hip-Hop-Beats am PC zu basteln.“ Vom Hip-Hop verschlug es ihn zunächst zum Hardstyle, bevor er Hardcore Techno entdeckte.
Rittels Karriere als Musikproduzent des Hardcore-Technos begann, als er seine Debüt-EP (Thorax EP) im Jahr 2010 auf dem deutschen Plattenlabel Important Hardcore Limited veröffentlichte. Sein anschließendes Debüt als performender DJ-Liveact hatte er am 22. Juli 2011 in der Turbinenhalle Oberhausen. Kurz darauf wurde er vom deutschen Veranstalter A.L.E.X.-Events damit beauftragt, zusammen mit dem DJ Masters of Noise und MC Tha Watcher, die offizielle Hymne zu dem Event A Nightmare in Germany im Jahr 2011 zu produzieren. Im selben Jahr veröffentlichte Rittel seine Bad Guy EP und produzierte drei Remixe, u. a. für das deutsche Hardcore-Techno-Duo Tensor & Re-Direction, mit denen er zusammen als Suspect Zero auftritt. Es folgten zahlreiche Auftritte bei Hardcore Techno Events wie beispielsweise A Nightmare in Germany, Army of Hardcore, Pokke Herrie oder Judgement Day. Darüber hinaus legte er u. a. auch auf Festivals wie Ruhr in Love, Nature One oder Airbeat One auf. 2012 produzierte er die offizielle Hymne für das Toxicator Festival in Mannheim. Im selben Jahr veröffentlichte Rittel auf Important Hardcore sein Debüt-Album Rebellion und produzierte außerdem zwei weitere Remixe. Im Jahr 2013 veröffentlichte Rittel zusammen mit The Ultimate MC den Track Live Hardcore!, die offizielle Hymne für das Army of Hardcore Outdoor Festival.

### Steigende Bekanntheit und (internationaler) Durchbruch
Neben der Veröffentlichung seiner Pitbull EP im Jahr 2014, wurde er kurze Zeit später von Most Wanted DJ Agency (MWDJ), einer der größten Agenturen im Bereich der Harder-Styles, bis dato unter Vertrag genommen. Mit seiner steigenden Bekanntheit wurden u. a. auch niederländische Veranstalter auf Rittel aufmerksam, sodass er schließlich seine selbst produzierten Songs beim Dominator Festival auflegte. Es folgten weitere Auftritte bei Festivals wie beispielsweise Masters of Hardcore, Mayday oder Syndicate.
Im Jahr 2015 gründete Rittel sein eigenes Plattenlabel Thorax Productions und veröffentlichte als Opening-Track Dark Angel, seinen bisher größten Erfolg des Labels. So wurde er im selben Jahr vom niederländischen DJ und Musikproduzent Angerfist angefragt, einen Remix zu dessen Song Conspiracy zu produzieren, der 2015 auf Angerfists Album Raise & Revolt veröffentlicht wurde.
2016 veröffentlichte Rittel seinen Track Policy of Evil auf dem größten Hardcore-Techno-Musiklabel der Welt, sodass dies sein erstes Solo-Release auf Masters of Hardcore darstellt. Im gleichen Jahr veröffentlichte er seine Single Innocent Blood auf Thorax Productions, produzierte zusammen mit MC Tha Watcher den Track A Decade of Syndicate, die 10-jährige Jubiläumshymne des Syndicate Festival, und veröffentlichte die Hymne ebenfalls auf dem Musiklabel Masters of Hardcore. Daraufhin erlangte Rittel internationale Bekanntheit und legte fortan auch bei Festivals und Events in Spanien, der Schweiz, Schweden und England [sowie Österreich und Frankreich] auf.
2017 veröffentlichte Rittel seinen Track Doom of Humanity, in dem Vocalsamples des Ego-Shooters Unreal Tournament verwendet wurden, auf seinem Label.
Im Jahr 2018 produzierte er in Kollaboration mit dem deutsch-österreichischen Hardstyle-Duo, Concept Art, den Track Rave Until the Grave in zwei unterschiedlichen Versionen und veröffentlichte die EP auf seinem Label.
Insgesamt vier Tracks veröffentlichte Rittel im Jahr 2019 auf unterschiedlichen Musiklabels: Sudden Death (Thorax Productions), The Reckoning (Masters of Hardcore), Still Fvkked Up (2019 Remix, in Kollaboration mit The Ultimate MC; Thorax Productions) und V!rus (Thorax Productions) – zum zweiten Mal wurde er mit der Produktion der offiziellen Hymne für das Toxicator Festival in Mannheim beauftragt.
Im Jahr 2020 produzierte Rittel einen Remix für das erfolgreiche deutsche Musiker-Duo, Die Atzen, zu dessen Song Alles Baba, welcher auf dem Plattenlabel Polydor, einem Sublabel der Universal Music Group, veröffentlicht wurde. Aufgrund der COVID-19-Pandemie hatte Rittel seinen vorerst letzten Auftritt am 22. Februar 2020 bei dem Masters of Hardcore Festival in der österreichischen Marx-Halle in Wien.

## Live-Streaming
Seit dem 19. Februar 2017 ist Thorax auch als Streamer auf der Plattform Twitch zu finden, wo er neben Videospielen, insbesondere Ego-Shooter auch DJ-Sets live übertragt.

## Persönliches
Thorax wohnt im oberbergischen Marienheide und arbeitet dort als Lehrer für die Fächer Deutsch und Erziehungswissenschaften an der Gesamtschule Marienheide.

## Diskographie
(Quelle:)

### Alben
- 2012: Rebellion (Important Hardcore)

### EPs
- 2010: Thorax EP (Important Hardcore Limited)
- 2011: Bad Guy (Important Hardcore Limited)
- 2012: Suspect Zero (als Suspect Zero, bestehend aus Thorax und Tensor & Re-Direction; Important Hardcore Limited)
- 2012: Rebellion Album Sampler 01 (Important Hardcore)
- 2014: Pitbull (Important Hardcore)
- 2018: Rave Until the Grave (Kollaboration mit Concept Art; Thorax Productions)

### Singles
- 2012: Infected (Official Toxicator Anthem; Free-Release)
- 2013: Live Hardcore! (Official Army of Hardcore Outdoor Anthem) (Kollaboration mit The Ultimate MC; Resident E Recordings)
- 2014: God's Grace (Free-Release)
- 2015: Dark Angel (Thorax Productions)
- 2015: Fvkked Up (Kollaboration mit The Ultimate MC; Thorax Productions)
- 2016: Policy of Evil (Masters of Hardcore)
- 2016: Innocent Blood (Thorax Productions)
- 2016: A Decade of Syndicate (Official Syndicate Anthem) (Kollaboration mit MC Tha Watcher; Masters of Hardcore)
- 2017: Doom of Humanity (Thorax Productions)
- 2019: Sudden Death (Thorax Productions)
- 2019: The Reckoning (Masters of Hardcore)
- 2019: Still Fvkked Up (2019 Remix; Thorax Productions)
- 2019: V!rus (Official Toxicator Anthem; Thorax Productions)
- 2020: Doomslayer (Masters of Hardcore)

### Remixe
- 2011: Fear (Remix für Tensor & Re-Direction; Important Hardcore Limited)[11]
- 2011: This Army Is Mine! (Official Army of Hardcore Remix als Suspect Zero für Masters of Noise & The Beat Controller feat. MC Tha Watcher; Important Hardcore)[12]
- 2011: Kill or Be Killed (Remix für Imperia; Hard Kryptic Records)[13]
- 2012: Nine Crimes (Remix für Pzyco Beat Project; Important Hardcore Limited)[14]
- 2012: Emotion is Chaos (Remix für Squaresoundz und Porphyria; Megarave Records)[15]
- 2015: Conspiracy (Remix für Angerfist; Masters of Hardcore)[16]
- 2020: Alles Baba (Remix für Die Atzen; Polydor/Universal Music)[7]